# 清水麻成
清水 麻成（しみず まなと、2005年10月6日 - ）は、群馬県太田市出身のプロ野球選手（投手・育成選手）。右投右打。横浜DeNAベイスターズ所属。

## 経歴

### プロ入り前
中学時代は軟式野球部に所属し、強肩を活かして主に外野手を務めていた。
樹徳高等学校に進学し、投手に転向した。2年夏に出場した第104回全国高等学校野球選手権大会では背番号10でベンチ入りしたが登板はなく、チームも初戦で明豊に敗れた。その後3年春からエースを務めた。同年夏は群馬大会準決勝で前橋商業に敗れた。
2023年10月26日に開催されたドラフト会議にて、横浜DeNAベイスターズから育成2位指名を受け、11月15日、支度金300万円、年俸340万円で入団に合意した（金額は推定）。背番号は102。

### DeNA時代
2024年6月5日、神奈川県鎌倉市内の病院で右肘内側側副靱帯再建術（トミー・ジョン手術）を受けたことが球団より発表された。

## 人物
右投右打だが、字を書く、箸を持つなどの日常生活では左利きである。

## 詳細情報

### 背番号
- 102（2024年[9] - ）